# Vladimir Oidupaa
Vladimir Oiunovich Oidupaa (Russo: Владимир Ойунович Ойдупаа, Tuvano: Ойдупаа Владимир Ойун оглу, Oidupaa Vladimir Oiun oglu [ɔjduˈpaː vlɐˈdʲimir ɔjˈun ɔɡˈlu], 6 de setembro de 1949 - 25 de setembro de 2013) foi um músico tuvano que interpretava Kargyraa e tocava bayan. Ele é considerado uma das principais figuras na música tuvana contemporânea.
Oidupaa criou seu próprio estilo de interpretar o Kargyraa (Kargyraa em tom agudo acompanhado pelo bayan), conhecido como o estilo Oidupaa e desenvolvido mais tarde por notáveis intérpretes tuvanos, incluindo Chirgilchin. O estilo Oidupaa foi comparado com o blues.
Ele passou 33 anos na prisão antes de ser conhecido como músico. Na prisão, se converteu ao cristianismo.
Em 2007, Oidupaa aparaceeu no Canal Um da Russia (Первый канал) em Moscou em um programa de competição, mas foi vaiado para fora do palco antes que pudesse terminar sua performance. Tatyana Tolstaya, uma das juradas, arrogantemente chamou seu estilo de "discordante" e "desarmonioso". Oidupaa alegou mais tarde, que a irritou de propósito, para evitar que o canal transmitisse suas gravações de graça por dois ou três anos caso ele ganhasse.  